# テレーズ・コフィー
テレーズ・アン・コフィー (Thérèse Anne Coffey, 1971年11月18日 - ) は、イギリスの政治家。保守党に所属しており、これまでに副首相、労働・年金大臣、保健・社会介護大臣、環境・食糧・農村地域担当大臣を歴任した。2010年からサフォーク・コースタル選挙区選出の国会議員 (MP) を務めている。